# Tomás Burgos Sotomayor

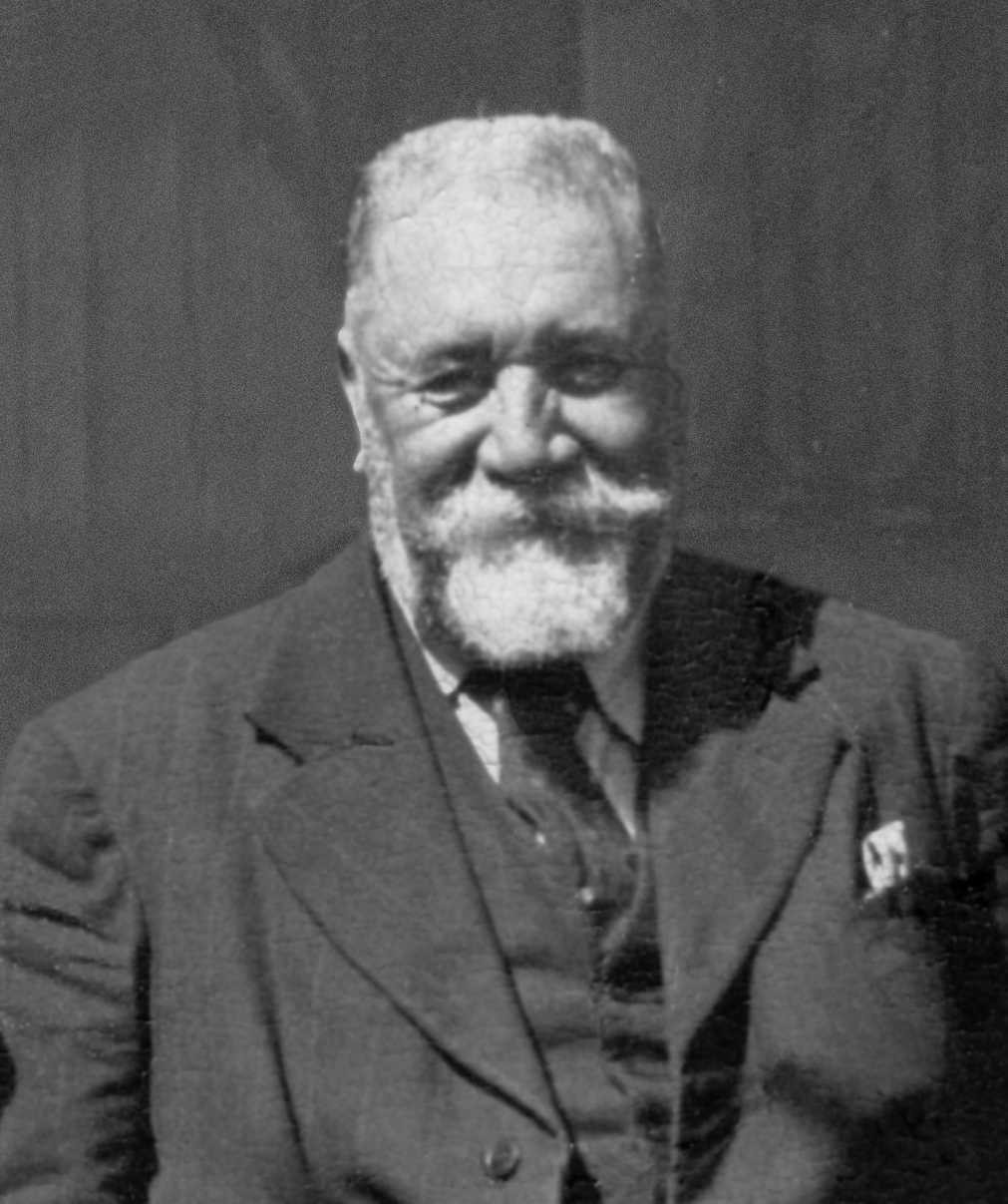
Tomás Burgos Sotomayor

Tomás Burgos Sotomayor (* 18. September 1875 in Osorno, Chile; † 19. August 1945 in Valdivia) war ein chilenischer Philanthrop, der durch die Stadtgründung von Villa Lo Burgos, dem heutigen Purranque, den Fortschritt in eine bis dahin vornehmlich ländlich geprägte Region brachte. Er gilt als Vordenker des Prinzips der Gegenseitigkeit im Süden Chiles.

## Leben
Tomás stammt aus einer Familie mit spanischen Wurzeln, die im 18. Jahrhundert die Stadt Osorno wiederbevölkert hat. Er war der einzige männliche Nachkomme von Bartolo Burgos und Vicenta Sotomayor. Seine unverheiratete Schwester Elena führte den Haushalt.
Tomás war Schüler des Franziskanerkollegs und des Deutschen Gymnasiums von Osorno. Als Tomás 18 Jahre alt war, übertrugen ihm seine Eltern die Verantwortung für die Familiengüter von Tacamó und Conico. Gleichzeitig absolvierte er ein Jura-Praktikum mit dem späteren Ziel, Jura zu studieren. Aus familiären Gründen konnte er diesen Traum jedoch nicht verwirklichen. Schließlich heiratete er Sofía Rosas Durán, Tochter des Landsbesitzers Félix Rosas Manrique de Lara und Eustaquia Durán Barrientos, die später einen Teil der Fundo Dollinco im Süden der Provinz Osorno erbte.

## Werk
Bereits in seiner Jugend fiel er durch sein geselliges und altruistisches Wesen auf. Er gründete viele Gruppen, die auf einen gesellschaftlichen Fortschritt in seiner Heimatstadt Osorno hofften. 1891 rief er zusammen mit anderen Bürgern die Sociedad Unión de Artesanos von Osorno ins Leben. Die Sociedad Unión de Artesanos koordinierte die wechselseitige Hilfe der Handwerker. In einer Zeit, in der ein starkes Bedürfnis nach Verbänden bestand, war dies von großer Bedeutung. Über viele Amtsperioden war er Präsident dieser Vereinigung.
1902 gründete er den Musikclub Club Musical 21 de Mayo, der Jahre später in die von ihm gegründete Stadt übersiedelte. Heute besteht der Club unter dem Namen Los Tomasitos fort.

### Gründung einer Stadt
Auf Grund der fehlenden Verkehrs- und Kommunikationswege war dieser südliche Teil Chiles lange Zeit von den urbanen Zentren abgeschnitten. Bereits 1910 begann der Bau der bislang einzigen Eisenbahnstrecke. Tomás, der den rasanten Aufschwung der gesamten Gegend vorhersah, gründete am 18. April 1911 Villa Lo Burgos auf dem von ihm und seiner Gattin gemeinsam erworbenen Grund.
Trotz vieler Schwierigkeiten konnte er bald die ersten Familien ansiedeln und das Gemeinwohl der Menschen wahrnehmen. Auch unterstützte er die Errichtung von Schulen, öffentlichen Gebäuden und Kirchen.
Im Laufe der Jahre änderte die Stadt ihren Namen in Purranquíl, was in der Sprache der Huillichen, der Ureinwohner dieses Landstrichs, so viel wie Schilfrohr heißt. Da später die beiden letzten Buchstaben weggelassen wurden, nennt sich die Stadt bis heute Purranque. Tomás Burgos Sotomayor war ein Philanthrop mittleren Wohlstands, der völlig in seinem Werk aufging. Er starb im Alter von siebzig Jahren in Valdivia.